# India Gate
India Gate (doslova Brána Indie), původně známá jako Všeindický válečný památník, anglicky All India War Memorial je monumentální oblouk, který se nachází v indickém hlavním městě Nové Dillí. Je jedním ze symbolů města. Umístěn byl do západní části velkého kruhového objezdu, který z východu ukončuje třídu Rádžpath (dříve Kingsway).

## Popis
Stavba připomíná oběti indických vojáků, kteří zemřeli na evropských bojištích během První světové války v řadách britské armády. Na bráně se nachází jména padlých 13 617 vojáků, včetně Britů. Památník vznikl dle projektu hlavního návrháře Nového Dillí, sira Edwina Luytense po vzoru vítězných oblouků v Evropě, především Vítězného oblouku v Paříži.
Památník má výšku 42 metrů, je postaven na nízké základně z červeného kamene. V jeho průčelí se v horní části nachází nápis INDIA doplněný anglickým textem:
To the dead of the Indian armies who fell honoured in France and Flanders Mesopotamia and Persia East Africa Gallipoli and elsewhere in the near and the far-east and in sacred memory also of those whose names are recorded and who fell in India or the north-west frontier and during the Third Afgan War.
(Padlým z řad indických armád, kteří zahynuli četně ve Francii, Flandrách, Mezopotámii a Persii, Východní Africe, Gallipoli a na dalších místech blízkého i dalekého Východu a na paměť též těm, jejichž jména jsou známá a kteří padli v Indii na severozápadní hranici během Třetí afghánské války.)
Brána bývá nasvícena každý den ve večerních hodinách. Při příležitosti vojenské přehlídky ke Dni republiky jej navštěvuje pravidelně indický premiér.

## Historie
O vznik památníku se zasloužila komise Imperial War Graves Commission (IWGC), která koordinovala vznik obdobných připomínek obětem první světové války po celém území tehdejšího Britského impéria. Základní kámen vítězného oblouku byl položen dne 10. února 1921 za přítomnosti vévody Artura Sasko-Koburského a Britské Indické armády. Slavnostně byl inaugurován o deset let později, dne 12. února 1931.
Po roce 1972 byl do prostoru pod vítězným obloukem umístěn věčný plamen, který připomíná Bangladéšskou válku za nezávislost. Součástí je také socha pušky obrácená hlavní k zemi s helmou na pažbě. Monument je známý pod názvem Amar Jawan Jyoti (hindsky अमर जवान ज्योति).